# Éblange
Éblange település Franciaországban, Moselle megyében. Lakosainak száma 363 fő (2022. január 1.). Éblange Bettange, Gomelange, Ottonville és Roupeldange községekkel határos.

## Népesség
A település népességének változása:
| Lakosok száma | 143  | 217  | 251  | 267  | 383  | 376  | 374  | 367  | 363  | 363  |
|               | 1968 | 1982 | 1990 | 2006 | 2013 | 2015 | 2017 | 2019 | 2020 | 2022 |